# WWV (station de radio)
Pour les articles homonymes, voir WWV (homonymie).

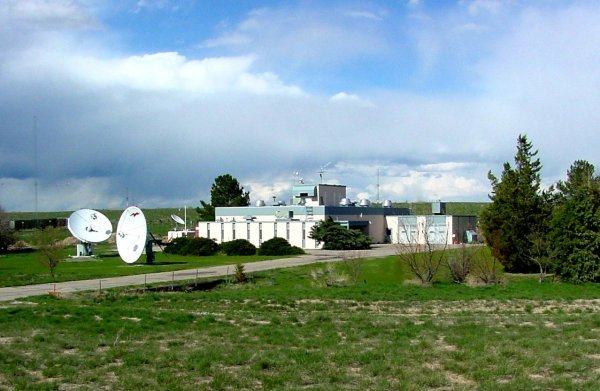
Bâtiment de l'émetteur WWV

WWV est l'identifiant de la station de radio du NIST basée à Fort Collins, Colorado. Sa principale fonction est d'émettre en continu le temps universel coordonné et un étalon de fréquence. La station envoie l'heure simultanément sur cinq fréquences : 2,5 MHz, 5 MHz, 10 MHz, 15 MHz et 20 MHz. Ces fréquences ainsi que le signal horaire sont dérivés d'un ensemble d'horloges atomiques situées sur le site. WWV est associé à WWVH, localisé à Hawaï. Sur le même site, à Fort Collins, se trouve la radio WWVB.
WWV est la plus vieille station de radio émettant en continu aux États-Unis, d'abord depuis Washington en mai 1920. Elle s'est installée à Fort Collins le 1er décembre 1966, permettant la réception permanente du signal sur toute la partie continentale des États-Unis, ainsi que sur les zones océaniques selon la propagation.

## Utilisation
La station WWV, ainsi que d'autres émetteurs de temps, a été un auxiliaire précieux à la navigation maritime, en permettant le recalage précis des horloges, nécessaire pour la navigation astronomique. Pour cet usage, l'heure est transmise en clair à chaque minute, suivie d'un top horaire d'une seconde à 1 000 Hz.
Les fréquences porteuses peuvent être reçues sur la terre entière selon la propagation et permettent de caler avec précision les récepteurs de trafic, en particulier la fréquence 15 MHz en Europe.
L'émetteur WWV s'identifie en clair deux fois par heure, lors des première et trente-et-unième minute, permettant de s'assurer de la porteuse utilisée. Le message commence ainsi :
"National Institute of Standards and Technology Time. This is radio station WWV, Fort Collins, Colorado, ..."
Pour les usages automatisés, un code inaudible de type IRIG-B est également transmis en permanence.
L'émetteur transmet également les informations de propagation HF, les alarmes GPS, ainsi que les avis de tempête. 
Le signal de WWV peut également être consulté par téléphone en appelant le +1-303-499-7111. Les appels téléphoniques sont limités à deux minutes de longueur et le signal est en moyenne en retard de 30 millisecondes.